# Matthieu Sprick
Matthieu Sprick (født 29. september 1981) er en fransk tidligere professionel cykelrytter.